# Église Saint-Nicolas de Bodružal
L'église Saint-Nicolas de Bodružal est une église grecque-catholique située dans le village de Bodružal.

## Histoire
L'église fut construite en bois en 1658 par des paroissiens. Le 7 juillet 2008, l'église fut inscrite avec sept autres monuments du même type au patrimoine mondial de l'UNESCO sous la dénomination d'Églises en bois de la partie slovaque de la zone des Carpates.